# Tell It to Sweeney
Tell It to Sweeney is een Amerikaanse filmkomedie uit 1927 onder regie van Gregory La Cava. Destijds werd de film in Nederland uitgebracht onder de titel De onbewaakte overweg.

## Verhaal
Luke Beamish en Cannonball Casey zijn allebei machinisten. Cannonball wordt verliefd op Doris Beamish, de dochter van de spoorwegdirecteur. Luke is ook geïnteresseerd in haar. Er volgt een hevige strijd tussen de beide machinisten.

## Rolverdeling
| Acteur            | Personage        |
| ----------------- | ---------------- |
| Chester Conklin   | Luke Beamish     |
| George Bancroft   | Cannonball Casey |
| Jack Luden        | Jack Sweeney     |
| Doris Hill        | Doris Beamish    |
| Frank Bond        | Dugan            |
| William H. Tooker | Mijnheer Sweeney |